# Kurt Wawrzik
Kurt Wawrzik (ur. 15 lutego 1929 w Meiningen, zm. 26 lipca 2010) – niemiecki polityk i działacz związkowy, parlamentarzysta krajowy, poseł do Parlamentu Europejskiego I i II kadencji.

## Życiorys
Syn piwowara. Tuż przed końcem II wojny światowej został powołany do Wehrmachtu, w 1945 znalazł się w niewoli. Po jej zakończeniu osiedlił się w Mannheim, natomiast jego rodzice pozostali w NRD. Zdobył wykształcenie gimnazjalne, następnie od 1945 przyuczał się do zawodu w warsztatach naprawczych Deutsche Reichsbahn. Pracował następnie od 1949 w Strebelwerke w Mannheim, a od 1951 Daimler-Benz AG, gdzie do 1975 zasiadał w radzie pracowniczej. Od 1951 należał do związku zawodowego IG Metall, należał także do Chrześcijańskich Młodych Robotników i Christlich-Demokratische Arbeitnehmerschaft. W ostatniej organizacji pełnił funkcję członka zarządu krajowego i wiceprezesa w Europie (1979–1989).
W 1951 zaangażował się w działalność polityczną w ramach Unii Chrześcijańsko-Demokratycznej. Kierował jej młodzieżówką Junge Union w północnej Badenii, a także strukturami CDU w Mannheim (1973–1979). Od 1965 do 1969 zasiadał w radzie miejskiej Mannheim, zaś w latach 1969–1980 był deputowanym Bundestagu VI, VII i VIII kadencji. Od 1977 do 1989 sprawował mandat posła do Parlamentu Europejskiego, w 1979 i 1984 uzyskiwał go w wyborach bezpośrednich. Przystąpił do Europejskiej Partii Ludowej, od 1982 do 1989 zasiadał w prezydium frakcji EPP i był kwestorem Europarlamentu. Należał m.in. do Komisji ds. Socjalnych i Zatrudnienia, Komisji ds. Rozwoju i Współpracy, Komisji ds. Kontroli Budżetu oraz Komisji ds. Socjalnych i Zatrudnienia.
Był żonaty, miał dwoje dzieci.